# Championnats panarabes d'athlétisme 1995
Navigation
Édition précédente Édition suivante
Les Championnats panarabes d'athlétisme 1995 se sont déroulés au Caire en Égypte. Quinze pays y ont pris part. Une concurrence serrée a opposé chez les hommes le Qatar et l’Arabie saoudite, notamment dans les courses de vitesse et le premier l’a emporté par huit titres à cinq. Chez les dames, les pays du Maghreb ont accaparé 17 titres, ne laissant à la championne syrienne Ghada Shouaa que trois titres. Nezha Bidouane en a remporté 6. Elle a permis au Maroc de se classer premier avec 14 médailles d’or au total.
Aucun record arabe n’a été battu et seuls 3 nouveaux records juniors ont été réalisés, par les Saoudiens Hadi Souan Somayli et Mohamed Massaoud Salem, et le Tunisien Ali Hakimi.

## Résultats

### Hommes
| Event                 | Or | Or              | Argent                                                                        | Argent          | Bronze                                   | Bronze          |
| --------------------- | --- | --------------- | ----------------------------------------------------------------------------- | --------------- | ---------------------------------------- | --------------- |
| 100 mètres            | Saâd Meftah Qatar                                                                                        | 10 s 37         | Mohamed Massaoud Salem Arabie saoudite                                        | 10 s 37         | Jassem Abbas Qatar                       | 10 s 42         |
| 200 mètres            | Ibrahim Ismaïl Qatar                                                                                     | 21 s 3          | Mohamed Heba Seif Arabie saoudite                                             | 21 s 44         | Sultan Esheeb Qatar                      | 21 s 55         |
| 400 mètres            | Ibrahim Ismaïl Qatar                                                                                     | 45 s 24         | Hashem El-Shorfa Arabie saoudite                                              | 47 s 22         | Mohamed Hamed El-Bishi Arabie saoudite   | 47 s 86         |
| 800 mètres            | Ali Hakimi Tunisie                                                                                       | 1 min 47 s 16   | Benyounès Lahlou Maroc                                                        | 1 min 47 s 73   | Abderrahman Hassen Qatar                 | 1 min 48 s 83   |
| 1 500 mètres          | Mohamed Suleiman Qatar                                                                                   | 3 min 49 s 6    | Ezzedine Seddiki Maroc                                                        | 3 min 49 s 36   | Driss Maazouzi Maroc                     | 3 min 50 s 63   |
| 5 000 mètres          | Mohamed Istikar Maroc                                                                                    | 13 min 56 s 73  | Alian Ali Al-Qahtani Arabie saoudite                                          | 13 min 57 s 89  | Ahmed Ibrahim Qatar                      | 14 min 5 s 21   |
| 10 000 mètres         | Alian Ali Al-Qahtani Arabie saoudite                                                                     | 29 min 27 s 3   | Mustapha Bamouh Maroc                                                         | 29 min 31 s 8   | Mokhtar Hizaoui Tunisie                  | 29 min 40 s 7   |
| 3000 mètres steeple   | Yarba Lakhal Maroc                                                                                       | 8 min 40 s 72   | Jamal Hassen Abdi Qatar                                                       | 8 min 42 s 54   | Ibrahim Dahman El Essiri Arabie saoudite | 8 min 47 s 63   |
| 110 mètres haies      | Mubarak Khassif Qatar                                                                                    | 13 s 94         | Hamad Eddoussary Qatar                                                        | 14 s 20         | Mohamed Samy Mohamed Égypte              | 14 s 27         |
| 400 mètres haies      | Hadi Souan Somayli Arabie saoudite                                                                       | 49 s 30         | Mubaral Al-Noubi Qatar                                                        | 50 s 17         | Fadhel Khayati Tunisie                   | 50 s 39         |
| Saut en hauteur       | Yacine Mousli Algérie                                                                                    | 2,14 m          | Mohamed Saïd Nekrouni Qatar Fakhreddine Foued Jordanie                        | 2,12 m          |                                          |                 |
| Saut à la perche      | Ahmed Abdelkarim Qatar                                                                                   | 5,05 m          | Ahmed Abu Zeyd Égypte                                                         | 5,05 m          | Sameh Hassen Farid Égypte                | 4,90 m          |
| Saut en longueur      | Abderrahman Ennoubi Qatar                                                                                | 7,74 m          | Anis Gallali Tunisie                                                          | 7,61 m          | Ahmed Hadib Basheer Oman                 | 7,57 m          |
| Triple saut           | Karim Sassi Tunisie                                                                                      | 16,57 m         | Marzoug El Youha Koweït                                                       | 16,29 m         | Salem Messaêd El-Ahmadi Arabie saoudite  | 15,99 m         |
| Lancer du poids       | Bilal Saâd Qatar                                                                                         | 19,31 m         | Dhia Kamel Ahmed Égypte                                                       | 17,23 m         | Khalid El-Khalidi Arabie saoudite        | 17,18 m         |
| lancer du disque      | Khalid El-Khalidi Arabie saoudite                                                                        | 55,48 m         | Abdel Ilah Saïd Esheâïli Arabie saoudite                                      | 54,72 m         | Dhia Kamel Ahmed Égypte                  | 52,04 m         |
| Lancer du marteau     | Sherif El Hennaoui Égypte                                                                                | 71,46 m         | Nasser El Jar-Allah Koweït                                                    | 67,08 m         | Walid El Bekhit Koweït                   | 66,10 m         |
| Lancer du javelot     | Ghanem Jawhar Koweït                                                                                     | 71,66 m         | Maher Ridane Tunisie                                                          | 70,96 m         | Khalid Essayed Yacine Égypte             | 65,52 m         |
| Décathlon             | Sid Ali Sabour Algérie                                                                                   | 7355 pts        | Anis Riahi Tunisie                                                            | 7341 pts        | Houssem Abdellatif Égypte                | 6761 pts        |
| 20 km marche          | Hatem Ghoula Tunisie                                                                                     | 1 h 37 min 50 s | Mohieddine Bni Daoud Tunisie                                                  | 1 h 38 min 20 s | Hamed Abdeljalil Égypte                  | 1 h 41 min 33 s |
| 50 km marche          | Hichem Sayed Ahmed Égypte                                                                                | 5 h 4 min 34 s  | Atef Sayed Ahmed Égypte                                                       | 5 h 12 min 18 s | Yasser Ali Dib Palestine                 | 5 h 59 min 57 s |
| Semi-marathon         | Mokhtar Hizaoui Tunisie                                                                                  | 1 h 7 min 34 s  | Abdallah Youssef Qatar                                                        | 1 h 19 min 10 s | Mohamed Saïd Mouradi Maroc               | 1h 20 min 58 s  |
| Marathon              | Abdelkader Mouaziz Maroc                                                                                 | 2 h 25 min 30 s | Abderrahman Ben Redhouan Maroc                                                | 2h 32 min 32 s  | Salama Abdelkarim Jordanie               | 2 h 42 min 43 s |
| Relais 4 × 100 mètres | Arabie saoudite ? Mohammed Masoud Salem Mohammed Seif                                                    | 39 s 92         | Qatar ? Jassem Abbas Saad Muftah Mubarak Al-Kuwari                            | 39 s 92         | Égypte ?                                 | 40 s 93         |
| Relais 4 × 400 mètres | Arabie saoudite Saleh Ahmed Al-Saeidan Hashem El-Shorafa Mohammed Hamed Al-Bishi Hadi Soua'an Al-Somaily | 3 min 4 s 29    | Qatar Ibrahim Ismail Muftah Mubarak Al-Nubi Ali Ismail Doka Fareh Ibrahim Ali | 3 min 5 s 64    | Koweït ?                                 | 3 min 12 s 60   |

### Dames
| Event                 | Or                                   | Or             | Argent                                 | Argent         | Bronze                      | Bronze          |
| --------------------- | ------------------------------------ | -------------- | -------------------------------------- | -------------- | --------------------------- | --------------- |
| 100 mètres            | Nezha Bidouane Maroc                 | 11 s 78        | Latifa Lahsan Maroc                    | 11 s 93        | Soussy Naqshaban Algérie    | 11 s 95         |
| 200 mètres            | Nezha Bidouane Maroc                 | 23 s 87        | Latifa Lahsan Maroc                    | 24 s 7         | Hend Kabaoui Tunisie        | 25 s 11         |
| 400 mètres            | Hend Kabaoui Tunisie                 | 54 s 51        | Nadia Zetouani Maroc                   | 54 s 90        | Amel Haddad Algérie         | 57 s 70         |
| 800 mètres            | Nouria Merah Algérie                 | 2 min 5 s 52   | Sabah Ben Nasr Tunisie                 | 2 min 7 s 41   | Samira Rayef Maroc          | 2 min 8 s 26    |
| 1 500 mètres          | Souad Kahil Maroc                    | 4 min 28 s 11  | Sabah Ben Nasr Tunisie                 | 4 min 29 s 92  | Bochra Ben Touhami Maroc    | 4 min 30 s 92   |
| 5 000 mètres          | Zohra Ouaâziz Maroc                  | 15 min 56 s 2  | Laila Ben Dahman Algérie               | 16 min 13 s 2  | Souad Kahil Maroc           | 16 min 32 s     |
| 10 000 mètres         | Zohra Ouaâziz Maroc                  | 36 min 53 s 19 | Nesria Baghdad Algérie                 | 37 min 54 s 34 | Amal El Matari Jordanie     | 40 min 47 s 88  |
| 100 mètres haies      | Nezha Bidouane Maroc                 | 13 s 44        | Ahlam Allali Algérie                   | 14 s 95        | Fatima Zahra Dakouk Maroc   | 18 s 98         |
| 400 mètres haies      | Nezha Bidouane Maroc                 | 56 s 96        | Hend Kabaoui Tunisie                   | 57 s 84        | Nadia Zetouani Maroc        | 57 s 91         |
| Saut en hauteur       | Ghada Shouaa Syrie                   | 1,80 m         | Nacira Achir Zaâboub Algérie           | 1,67 m         | Selma Achour Tunisie        | 1,65 m          |
| Saut en longueur      | Ghada Shouaa Syrie                   | 6,64 m         | Hend Kabaoui Tunisie                   | ?              | Hasna Attiat Allah Maroc    | ?               |
| Triple saut           | Hasna Attiat Allah Maroc             | 12,79 m        | Naïma Baraket Algérie                  | 12,44 m        | Samia Guesmi Tunisie        | 12,13 m         |
| Lancer du poids       | Fouzia Fatihi Maroc                  | 15,62 m        | Hanan Khaled Égypte                    | 15,14 m        | Wafa Ismaïl Baghdadi Égypte | 15,12 m         |
| lancer du disque      | Monia Kari Tunisie                   | 53,50 m        | Latifa Allem Égypte                    | ?              | Zoubida Laâyouni Maroc      | ?               |
| Lancer du javelot     | Ghada Shouaa Syrie                   | 53,72 m        | Fatma Zouhour Toumi Tunisie            | 50,74 m        | Malika Hammou Algérie       | 40,86 m         |
| Heptathlon            | Nacira Achir Zaâboub Algérie         | 4806pts        | Sheryne Khayri Égypte                  | 4378 pts       |                             |                 |
| 10 km marche          | Dounia Kara Algérie                  | 51 min 11 s 3  | Nagwa Ibrahim Ali Égypte               | 52 min 23 s 8  | Nabila Yassia Algérie       | 54 min 16 s 9   |
| Semi-marathon         | Leïla Bendahmane Algérie             | 1 h 20 min 5 s | Sonia Aggoun Tunisie                   | 1h 35 min 35 s | Fatiha Klilech Algérie      | 1 h 36 min 46 s |
| Relais 4 × 100 mètres | Maroc ? Latifa Lahcen Nezha Bidouane | 47 s 10        | Algérie ? Ahlema Allali Saliha Hammadi | 47 s 96        | Égypte ?                    | 48 s 70         |
| Relais 4 × 400 mètres | Maroc ? Nezha Bidouane               | 4 min 40 s 97  | Algérie ? Nouria Merah ? Amel Haddad   | 4 min 43 s 73  | Égypte ?                    | 4 min 58 s 12   |

## Tableau des médailles

### Hommes
| Rang | Nation              | Or | Argent | Bronze | Total |
| ---- | ------------------- | -- | ------ | ------ | ----- |
| 1    | Qatar               | 8  | 7      | 4      | 19    |
| 2    | Arabie saoudite     | 5  | 5      | 4      | 14    |
| 3    | Tunisie             | 4  | 4      | 2      | 10    |
| 4    | Maroc               | 3  | 4      | 2      | 9     |
| 5    | Égypte              | 2  | 3      | 7      | 12    |
| 6    | Algérie             | 2  | 0      | 0      | 2     |
| 7    | Koweït              | 1  | 2      | 2      | 5     |
| 8    | Jordanie            | 0  | 1      | 1      | 2     |
| 9    | Oman                | 0  | 0      | 1      | 1     |
| 9    | Palestine           | 0  | 0      | 1      | 1     |
| 11   | Bahreïn             | 0  | 0      | 0      | 0     |
| 11   | Liban               | 0  | 0      | 0      | 0     |
| 11   | Émirats arabes unis | 0  | 0      | 0      | 0     |
| 11   | Syrie               | 0  | 0      | 0      | 0     |
| 11   | Soudan              | 0  | 0      | 0      | 0     |
| -    | Total               | 25 | 26     | 24     | 75    |

### Dames
| Rang | Nation   | Or | Argent | Bronze | Total |
| ---- | -------- | -- | ------ | ------ | ----- |
| 1    | Maroc    | 11 | 4      | 8      | 23    |
| 2    | Algérie  | 4  | 7      | 4      | 15    |
| 3    | Syrie    | 3  | 0      | 0      | 3     |
| 4    | Tunisie  | 2  | 6      | 3      | 11    |
| 5    | Égypte   | 0  | 3      | 3      | 6     |
| 6    | Jordanie | 0  | 0      | 1      | 1     |
| 7    | Liban    | 0  | 0      | 0      | 0     |
| -    | Total    | 20 | 20     | 19     | 59    |